# شورآب (درزآب)
شورآب روستایی در دهستان درزآب بخش مرکزی شهرستان مشهد استان خراسان رضوی ایران است.

## جمعیت
بر پایه سرشماری عمومی نفوس و مسکن در سال ۱۳۹۵ این روستا بدون جمعیت بوده‌است.